# Riedel Glas
Das Unternehmen Tiroler Glashütte GmbH, bekannt unter dem Markennamen Riedel Glas, ist ein österreichischer Produzent von Weingläsern und weiteren mit dem Weingenuss verbundenen Glasprodukten. Firmensitz des Unternehmens ist Kufstein in Tirol.

## Geschichte
Das Unternehmen beruft sich auf die Geschichte der Glasmacher-Familie Riedel, die mit dem Glashändler Johann Christoph Riedel 1673 begann. Sein Sohn war Glasmaler und Enkel Johann Leopold Riedel (1726–1800) leitete ab 1746 eine eigene Glashütte in Nordböhmen und eröffnete im Laufe der Zeit mehrere weitere Glashütten. Eine wesentliche Expansion trat mit Josef Riedel d. Ä. (1816–1894), jetzt in der sechsten Generation, ein. In der Industriellen Revolution, der als Glaskönig des Isergebirges bezeichnet wird, baute er das Familienunternehmen auf acht Glashütten, zwei Textilfabriken und mehrere Kohlebergwerke aus. Nicht nur die große Expansion des Unternehmens ist auf Josef Riedel d. Ä. zurückzuführen, sondern auch laut dem Autor Walter Spiegl, der 1934 in Westböhmen geboren wurde und sich auf das Glas des 19. Jahrhunderts besonders im böhmischen Gebiet spezialisiert hat, die Erfindung des damals beliebten Modeartikels des Uranglases. Dieses hat Josef Riedel d. Ä. zu Ehren seiner Frau Anna Annagelb und Annagrün benannt. Dessen Sohn Josef Anton Riedel (1862–1924) war studierter Chemiker und entwickelte wesentliche Verfahren für die Herstellung von Hohlglas für Haushalte, aber auch für technische und Industrieanwendungen. Walter Riedel (1895–1974), nun in der achten Generation baute das Unternehmen weiter aus und fertigte Glasschmuck und Kristall, Stickperlen, Lampen, technisches Glas und hochwertige Glaswaren. Seine Produkte wurden in der Zwischenkriegszeit vielfach ausgezeichnet. Im Zweiten Weltkrieg stellte er Bildröhren für Radar-Anwendungen her und wurde daher nach dem Krieg bis 1955 in sowjetischer Kriegsgefangenschaft gehalten und in der kommunistischen Tschechoslowakei enteignet. 
Die Familie startete 1957 erneut mit einem Betrieb in Kufstein.
Am 16. März 1946 entkam Walter Riedels Sohn, der 21-jährige Claus Josef Riedel, durch einen Sprung aus einem Gefangenenzug am Brenner der Kriegsgefangenschaft. Mit finanzieller Hilfe der Familie Swarovski, die seit 1895 in Wattens/Tirol eine Fabrik für geschliffene Schmucksteine betrieb, erhielt Claus Riedel 1954 die Chance, die Tiroler Glashütte aus dem Konkurs zu übernehmen. Gründersohn Daniel Swarovski war bei Claus Riedels Urgroßvater Josef zur Lehre gegangen. Ein Jahr später, 1955, kam auch Vater Walter aus der Gefangenschaft zurück. Claus Riedel errichtete gemeinsam mit seinem Vater die Tiroler Glashütte als Manufaktur. 200 Jahre nach der Gründung der ersten Wald-Glas-Hütte in Böhmen wurde 1956 die Glasproduktion in Kufstein unter dem Namen Riedel-Glas wieder aufgenommen. Claus Riedel starb am 17. März 2004 im Alter von 79 Jahren.
Heute wird das Unternehmen in der 10. und 11. Generation von Georg Josef Riedel und seinem Sohn Maximilian geführt. Am 17. September 2004 übernahm Riedel 100 % der Anteile der F.X. Nachtmann Bleikristall GmbH und mit ihr auch den unmittelbaren Mitbewerber Spiegelau. Die Marken Riedel, Nachtmann und Spiegelau firmieren unter dem Namen Riedel Glass Works, wobei Nachtmann und Spiegelau wiederum zur Muttergesellschaft Bayerische Glaswerke gehören. Bereits 2006 trug Nachtmann aus eigener Kraft zum positiven Gesamtergebnis der Gruppe bei. Im Jahr 2007 setzte die Riedel-Gruppe mit ihrem Drei-Marken-Konzept, das sie auch beibehalten wird, 250 Millionen Euro um – nach 240 Millionen im Jahr 2006.
Am 20. Dezember 2004 ernannte Georg Riedel seinen Sohn, Maximilian J. Riedel, zum CEO des Riedel Tochterunternehmens „Riedel Crystal of America“. Maximilian Riedel, 11. Generation des Familienunternehmens, seit Januar 2001 als „Vice President“ für den nordamerikanischen Markt zuständig, konnte in dieser Funktion die Verkaufszahlen von Riedel alleine in Nordamerika von 2001 bis 2004 um 75 % steigern und die USA damit zum größten Exportmarkt für Riedel machen. Er ist als CEO sowohl für den amerikanischen als auch für den kanadischen Markt zuständig. Am 18. Januar 2006 wurde Rocco Rafael, der Sohn von Georg Riedels Tochter Laetizia Riedel-Röthlisberger, geboren. Er begründet damit die 12. Riedelgeneration.
Das Nachtmann-Werk mit 260 Mitarbeitern in Sankt Oswald-Riedlhütte in Bayern wurde bereits 2009 geschlossen. Zum 31. Oktober 2018 wurde das Nachtmann-Werk in Frauenau im bayerischen Landkreis Regen ebenfalls geschlossen, 80 Mitarbeiter verloren ihren Arbeitsplatz beim früher mit 200 Arbeitsplätzen größten Arbeitgeber der Kommune.

## Produkte
Riedel fertigte 2018 zwanzig Kollektionen von Gläsern, mit einer Jahresproduktion von 200.000 Stück in sechs handgefertigten und 56 Millionen Stück in vierzehn maschinell hergestellten Kollektionen. Dazu zählen: Sommeliers-Serie, Champagner-Gläser, Wasser-Gläser, verstärkte Weingläser, Cognac XO, Spirituosen-Gläser, Probiergläser, Sommeliers Black Tie, Flow, Vitis, Tyrol, Vinum (XL und Extreme), Wine, Ouverture, Grape, „O“ – Riedel, Restaurant und Bar.
Im Jahre 2019 wurde neben den Serien Drink Specific Glassware Kollektion und Riedel Yasaka, die Serie Fatto A Mano Performance als Kombination aus den zwei erfolgreichen Kollektionen Fatto A Mano (als erste rebsortenspezifische Glaskollektion mit farbigen, handgefertigten Stielen) und Performance (die erste maschinell hergestellte Glaskollektion mit dem optic impact) veröffentlicht.